# Наркомания
Наркоманията или „зависимостта към наркотици“ е състояние на психическа или комбинация от психическа и физическа зависимост към даден вид вещество с въздействие върху централната нервна система, при което се изработва зависимост от приемането ѝ.
От медицинска гледна точка наркоманията е хронично рецидивиращо заболяване, при което са налице неврохимични и молекулярни промени в мозъка. Под термина пристрастяване, който понякога се използва като синоним на наркомания, би следвало да се разбира по-скоро привикване към някакво поведение или състояние.
Съществуват зависимости към няколко групи вещества – опиати (хероин, морфин и др.), кокаин, бензодиазепини (лексотан, диазепам (реланиум), транксен, ксанакс и др.), психостимуланти (екстази, амфетамин и др.), алкохол (ракия, водка, уиски, джин, вино, бира и др.), барбитурати.
Освен моралните негативи, наркоманите често са обект и на нормативни ограничения. Така например член 5-и от Конвенцията за защита на правата на човека и основните свободи гласи:
1. Всеки има право на свобода и сигурност. Никой не може да бъде лишен от свобода освен в следните случаи и само в съответствие с процедури, предвидени от закона:
- е) законно лишаване от свобода на лице с цел да се предотврати разпространението на инфекциозни болести, както и на душевноболни лица, алкохолици, наркомани или скитници;